# Capys alphaeus
Capys alphaeus е вид пеперуда от семейство Синевки (Lycaenidae). Видът не е застрашен от изчезване.

## Разпространение и местообитание
Разпространен е в Намибия, Свазиленд и Южна Африка (Гаутенг, Западен Кейп, Източен Кейп, Квазулу-Натал, Лимпопо, Мпумаланга, Северозападна провинция и Фрайстат).
Обитава планини, възвишения и храсталаци.